# Leonard Wood
Pour les articles homonymes, voir Wood.
Leonard Wood (9 octobre 1860 – 7 août 1927 à Boston) est un médecin et un militaire américain qui fut gouverneur militaire de Cuba (1899-1902), Chief of Staff of the United States Army (chef d'état-major de l'armée des États-Unis 1910-1914) puis gouverneur général des Philippines (1912-1927). Il reçut, très tôt dans sa carrière militaire, la plus haute distinction militaire des États-Unis, la Medal of Honor.

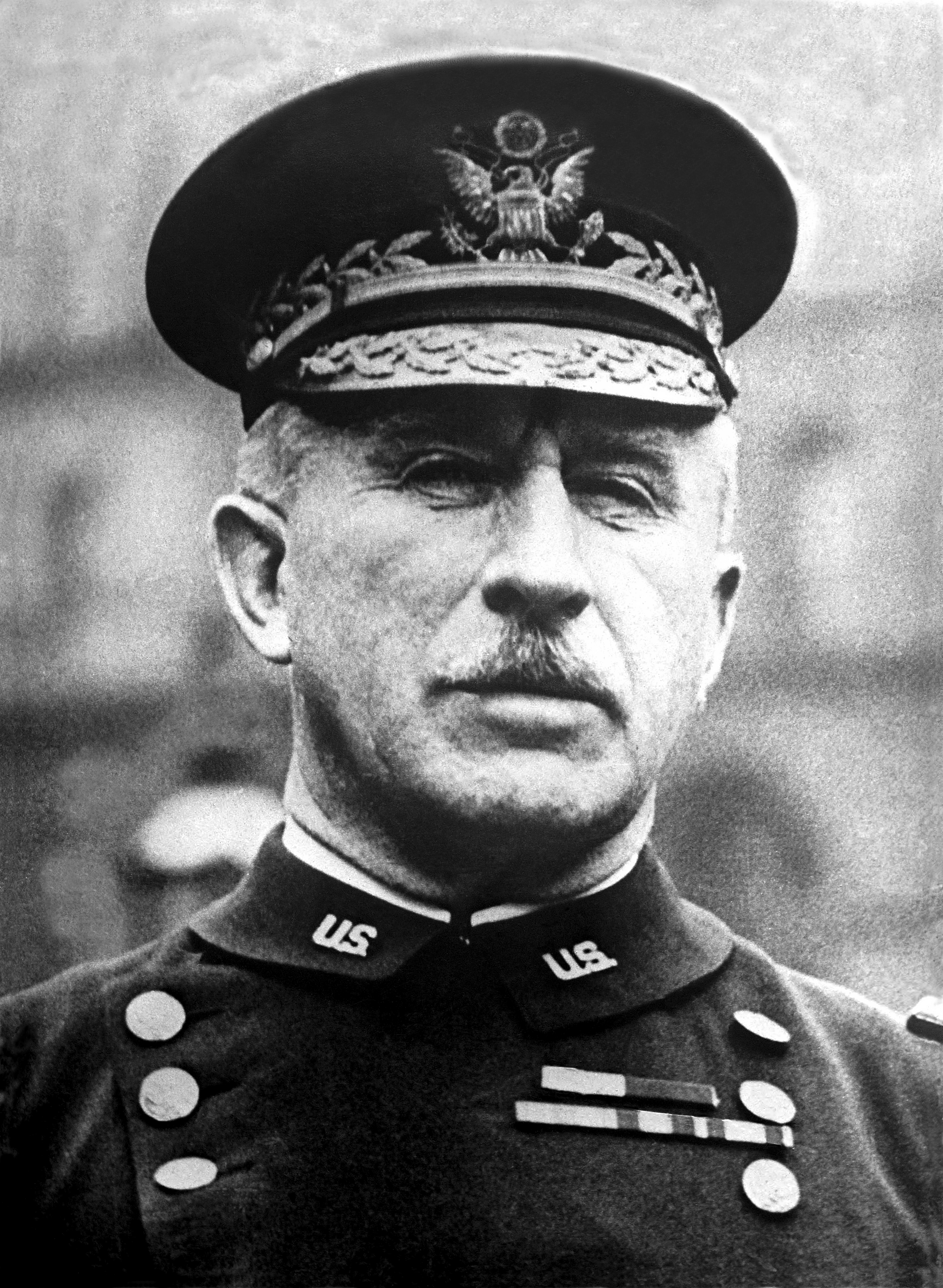
Photo du Général Wood en 1919.